# Netelia rufa
Netelia rufa är en stekelart som först beskrevs av Brulle 1846.  Netelia rufa ingår i släktet Netelia och familjen brokparasitsteklar. Inga underarter finns listade i Catalogue of Life.